# Meisenthal (Haselbach)
Meisenthal ist ein Gemeindeteil von Haselbach im niederbayerischen Landkreis Straubing-Bogen.
Die Einöde liegt knapp drei Kilometer südsüdöstlich des Ortskerns von Haselbach nördlich der Staatsstraße 2147 in der Gemarkung Dachsberg.

## Geschichte
Bis zum 31. Dezember 1970 war Meisenthal ein Gemeindeteil der ehemaligen Gemeinde Dachsberg und wurde am 1. Januar 1971 im Zuge der Gebietsreform in Bayern in die Gemeinde Haselbach eingegliedert. Schreibweise in den Bistumsmatrikeln im 19. Jahrhundert war Meissenthal, in der Uraufnahme (1808–1864) wird Maisenthal verwendet.

## Einwohnerentwicklung
| Jahr      | 1838 | 1860 | 1871 | 1875 | 1885 | 1900 | 1913 | 1925 | 1950 | 1961 | 1970 | 1987 |
| --------- | ---- | ---- | ---- | ---- | ---- | ---- | ---- | ---- | ---- | ---- | ---- | ---- |
| Einwohner | 12   | 10   | 8    | 8    | 6    | 4    | 9    | 6    | 8    | 11   | 9    | 10   |